# Liste d'artistes graveurs en numismatique par nationalité
Cette liste d'artistes graveurs par nationalité recense les artistes dont la pratique artistique les a amenés à produire des œuvres se rattachant à la numismatique.
- Haut – A
- B
- C
- D
- E
- F
- G
- H
- I
- J
- K
- L
- M
- N
- O
- P
- Q
- R
- S
- T
- U
- V
- W
- X
- Y
- Z

## A

### Allemagne
- Friedrich Johannes Maximilian "Max" Barduleck (nl)
- Axel Bertram
- Johann Blum (de)
- Bodo Broschat
- Ulrich Böhme
- Philipp Christian Bunsen (de)
- Frantisek Chochola
- Fritz Christ (de)
- Wolfgang Doehm (de)
- Oskar Döll (de)
- Dietrich Dorfstecher
- Ferdinand August Fischer (de) (1805 – 1866)
- Wilfried Fitzenreiter (de)
- Theodor von Gosen (de) (1873 - 1943)
- Jan Hansky (de) (1925 - 2004)
- Lucia Maria Hardegen
- Reinhard Heinsdorff
- Rudi Högner
- Albert Holl (de)
- Friedrich Wilhelm Hörnlein (de)
- Heinz Hoyer
- Adolf Jäger
- Hubert Klinkel (de)
- Helmut König (de)
- Georg Albrecht (Albert) Ferdinand Küner (en) (1819 Lindau - 1906 San Francisco)
- Rolf Lederbogen
- Carl Heinrich Lorenz (de)  (1810 – 1888)
- Heinrich Moshage (de)
- Rolf Nida-Rümelin (de)
- Hermann Noack (de)
- Karl Ulrich Nuss (de) (1943 Stuttgart – )
- Erich Ott
- Jordi Regel
- Johann Christian Reich
- Wilhelm von Rümann
- Sneschana Russewa-Hoyer
- Karl Friedrich Schinkel (1781 – 1841)
- Tobias Schwab
- Karl Schwenzer
- Peter Strang (de) (1936 Dresde – )
- Carsten Theumer
- Alfred Thiele
- Alfred Vocke (de)
- Karl Friedrich Voigt
- Joseph Wackerle (de)
- Heidi Wagner-Kerkhof (de) (1945 Spremberg, Niederlausitz –)
- Richard Martin Werner (de)
- Albert Moritz Wolff (de)

### Argentine
- Jorge Maria Lubary (1862 Buenos Aires - 1938 Buenos Aires )[1],[2]
- Victor de Pol

### Autriche
- Kurt Bodlak (de) (1924 –  )
- Sir Joseph Edgar Boehm
- Franz Gaul (de) (1802–1974)
- Helmuth Gsöllpointner (de) (1933– )
- Grete Hartmann, née Chrobak, (1869-1946)[3].
- Adolf Hofmann
- Heinrich Jauner (de) (1833 – 1912)
- Otto Hofner (1879 – 1946)
- Josef Kaiser
- Heinrich Kautsch (1859-1943)
- Karl Perl (de) (1876 – 1965)
- Michael Powolny
- Benno Rost
- Josef Tautenhayn (de)
- Ferdinand Maria Josef Welz (de)
- Johann Nepomuk Wirth (de) (1753 – 1811)

## B

### Belgique
- Armand Bonnetain
- Joseph-Pierre Braemt
- Godefroid Devreese
- Jan Alfons Keustermans
- Luc Luycx
- Alphonse Michaux
- Marcel Rau
- Jean Varin
- Adrien Hippolyte Veyrat (1803 – 1883)

## C

### Croatie
- Frano Meneghello Dinčić (hr) (1900 – 1986)
- Francesco Laurana

## D

### Danemark
- Knud Gunnar Jensen (da) (1863 – 1948)
- Mogens Møller

## E

### Espagne
- Begoña Castellanos
- Luis José Diaz
- Garcilaso Rollán

### États-Unis
- Charles E. Barber
- William Barber
- Laura Gardin Fraser
- Frank Gasparro
- Christian Gobrecht
- Phebe Hemphill
- Elizabeth Jones
- William Kneass
- Georg Albrecht (Albert) Ferdinand Küner (en)(1819 Lindau - 1906 San Francisco)
- James Barton Longacre
- Joseph Menna
- John Mercanti
- George T. Morgan
- Ingrid Austlid Rise
- Gilroy Roberts
- Robert Scot
- John R. Sinnock

## F

### Finlande
- Olof Eriksson
- Raimo Heino
- Heikki Häiväoja
- Pertti Mäkinen

### France
- Henri Allouard
- Charles Altorffer (1809 Strasbourg – 1887)[4]
- Roger Baron
- Jacques-Jean Barre
- René Baudichon
- Léon Georges Baudry
- Lucien Bazor
- Edmond Henri Becker
- Édouard Pierre Blin
- Alfred Borrel
- Maximilien Louis Bourgeois
- Brassaï
- Nicolas-Guy-Antoine Brenet
- Nicolas Briot
- Gérard Buquoy
- Armand Auguste Caqué
- Claude Cardot (1934 Saint-Etienne -)[5]
- Lucien Jean Henri Cariat[6]
- Jules-Clément Chaplain
- Robert Cochet
- Raymond Corbin
- Marcel Louis Maurice Courbier
- Fabienne Courtiade
- Paul Marcel Dammann
- Jean-Baptiste Daniel-Dupuis
- Pierre-Jean David d'Angers
- Louis Auguste Ernest Davin (1866 Saint-Michel-en-Beaumont – 1937 Grenoble)[7]
- Charles Degeorge
- Maurice Delannoy
- Jean Delpech
- Alphonse Desaide
- Joseph-François Domard
- Jean-Pierre Droz
- Joseph Eugène Dubois
- Augustin Dupré
- Daniel Dupuis
- Pierre-Amédée Durand
- Richard-Camille Fath Signature: FATH[8]
- André Léon Galtié
- Paul Grandhomme
- Henri-Léon Gréber
- René Grégoire
- Aleth Guzman-Nageotte
- Benoît Lucien Hercule
- Romain-Vincent Jeuffroy
- Joaquin Jimenez
- Raymond Joly
- Laurent Jorio
- Henri Labrouste
- Abel Lafleur
- Jean Lagrange
- René Lalique
- Raoul Lamourdedieu
- Alfred-Désiré Lanson
- André-Marie Lavrillier
- Arthur Le Duc
- Hippolyte Lefèbvre
- Julien Prosper Legastelois
- Alphonse Legros
- René Leleu
- Georges Henri Lemaire
- Pierre Lenoir
- Jules-Aurèle L'Hommeau
- Honoré de Longueil
- Auguste Maillard
- Claude Léon Mascaux
- Louis Maubert
- Jean Mauger
- Antonin Mercié
- Giacomo Merculiano (en) (1859 – 1935)
- Louis Merley
- Auguste-François Michaut
- Gustave Frédéric Michel
- Magdeleine Mocquot
- Pierre-Alexandre Morlon
- Henri Éduard Navarre (1885 – 1971)[9]
- Paul Niclausse
- Eugène-André Oudiné
- Henri-Auguste-Jules Patey
- Louis Patriarche
- Adolphe Penin
- Victor Peter
- Jean Claude Petit
- Émile Peynot
- Charles Philippe Germain Pillet
- Pierre-Marie Poisson
- François Joseph Hubert Ponscarme
- Auguste Préault
- Victor Prouvé
- Georges-Henri Prud'Homme
- Denis Fernand Py
- Marcel Renard
- Paul Richer
- Adolphe Rivet
- Pierre Rodier
- Charles Norbert Roëttiers
- Joseph Roëttiers
- Joseph Charles Roëttiers
- Norbert Roëttiers
- Oscar Roty
- Émile Rousseau
- Sylvain Salières (1865 Escornebœuf, Gers – 1920 Pittsburgh, Pennsylvanie)[10]
- Georges Simon
- Moïse Stern
- René Stern
- Ernest Paulin Tasset
- Nicolas-Pierre Tiolier
- Raymond Alexandre Tschudin
- Pierre Turin
- Jean Warin ou Varin
- Antoine Vechte
- Frédéric de Vernon
- Adrien Hippolyte Veyrat (1803 – 1883)
- Élie-Jean Vézien
- Ovide Yencesse

## G

### Grèce
- Hubert Klinkel
- L. Orphanos
- Theodoros Papagiannis
- Nikos Perantinos
- V. Sampatakos
- Georgios Stamatopoulos
- I. Stinis

## H

### Hongrie
- István Bartos
- Lajos Berán (hu)
- Boldogfai Farkas Sándor
- Brassaï, pseudonyme de Gyula Halász
- Szabó Ferenc
- Bognár György
- Iván István
- András Kiss Nagy (de) (1930 – 1997)
- István Kósa
- András Lapis (hu)[11]
- Reményi József

## I

### Irlande
- Jarlath Hayes

### Italie
- Maria Angela Cassol
- Giannino Castiglioni
- Maria Carmela Colaneri
- Giovanni Cavino
- Laura Cretara
- Eugenio Driutti
- Ettore Lorenzo Frapiccini
- Francesco Laurana
- Leone Leoni
- Roberto Mauri
- Giacomo Merculiano (en) (1859 – 1935)
- Claudia Momoni
- Uliana Pernazza
- Luciana De Simoni
- Niccolò di Forzore Spinelli
- Guido Veroi

## J

### Japon
- Shigeo Fukuda (1932 Tokyo – 2009 Tokyo)

## L

### Lettonie
- Gunars Lusis
- Janis Strupulis
- Jānis Roberts Tillbergs
- Rihards Zariņš

### Lituanie
- Juozas Zikaras (en)
- Antanas Žukauskas

### Luxembourg
- Yvette Gastauer-Claire
- Julien Lefèvre (lb)
- Nina Lefèvre (lb)

## N

### Norvège
- Nils Aas
- Grazyna Jolanta Lindau

## P

### Pays-Bas
- Bruno Ninaber van Eyben
- Pier Pander
- Ludwig Oswald Wenckebach (nl)
- Johannes Cornelis Wienecke

### Pologne
- Tadeusz Breyer (pl)
- Józef Goslawski
- Wojciech Jastrzebowski (pl)
- Anthoni Francis Mieczyslaw Madeyski (pl) (1862 – 1939)
- Jósef Markiewicz (pl)
- Stanislaw Sikora (pl)

### Portugal
- Vitor Manuel Fernandes dos Santos
- Luciana De Simoni
- Eugenio Driutti

## R

### Royaume-Uni
- Sir Joseph Edgar Boehm
- Thomas Brock
- John Roettiers (en)
- George William de Saulles (1862 - 1903) Signatures: „DES“, „DS“, ou „WS“[12].
- Leonard Charles Wyon (en)

### Russie
- A.A. Dolgopolova
- L.S. Kamshilov,
- A.S. Kunats
- I.I. Kopytkin
- A.I. Parfionov
- A. D. Schablykin

## S

### Slovaquie
- Darhomir Zobek

### Suède
- Lea Fredrika Ahlborn (1826 – 1897)
- Emil Henric Brusewitz (sv)
- Jean Léo Holmgren (sv)
- Johan Adolf Lindberg (sv) (1839 – 1916)
- Johan Erik Lindberg (sv) (1873 – 1966)
- Ludvig Persson Lundgren (sv) (1789 – 1853)
- Pehr Henrik Lundgren (sv) (1824 – 1855) Signature PHL.
- Ernst Nordin

### Suisse
- Antoine Bovy
- Fritz Ulysse Landry
- Roger Pfund
- Charles Jean Richard[13],[14]
- Philipp Jakob Treu (de) (1761 – 1825)

## T

### Tchécoslovaquie
- Jaroslav Bejvl
- Frantisek Chochola
- Jirí Harcuba
- Ladislav Kozák
- Vladimír Oppl
- Jirí Prádler
- Jarmila Truhlíková-Speváková
- Marie Uchytilová